# Malchow
Malchow (Tysk udtale: [ˈmalço]) er en kommune i Landkreis Mecklenburgische Seenplatte i Mecklenburg-Vorpommern, Tyskland

## Geografi
Den ligger ved ved floden Elde, 25,5 km vest for Waren og 35 km nord for Wittstock.

## Historie
Malchow blev plyndret af saksere under det vendiske korstog i 1147 mod de polabiske slaver.
Den tyske by Malchow, der blev grundlagt på en ø mellem Plauer See og Fleesensee, blev først nævnt skriftligt i 1147 og modtog et byrettigsheder i 1235.
I 1298 flyttede Malchow Kloster, et cistercienserkloster, til den sydlige bred af Malchower See, overfor øen. I løbet af flere følgende århundreder udvidede byen sig til fastlandet i nordvest, hvortil den oprindelige bebyggelse var forbundet med en række broer, og efterhånden kom denne fastlandsbebyggelse til at dominere.
En ammunitionsfabrik under Alfred Nobel Co. blev etableret i Malchow under naziperioden i 1938, og under Anden Verdenskrig blev hundredvis af krigsfanger, og også kvinder og børn brugt som tvangsarbejde der. I 1943 udvidedes koncentrationslejren Ravensbrück med en afdeling i Malchow, og i løbet af de næste to år mistede mange indsatte, herunder talrige ungarske jødiske kvinder, livet der under forfærdelige forhold.
Efter krigen anklagede de sovjetiske besættelsesmyndigheder omkring 30 teenage-indbyggere i Malchow for anti-sovjetiske aktiviteter, og 12 af disse mistede til sidst livet i sovjetisk fangenskab eller blev henrettet.
Efter Tysklands genforening i 1990 blev Malchows historiske bycentrum gennemgribende restaureret. I dag huser det tidligere cistercienserkloster Mecklenburg Orgelmuseum.

## Naturligt miljø
Byen er omgivet af søerne i Mecklenburgische Seenplatte og skovene i nationalparken Müritz.